# خوان پابلو آنخل
خوان پابلو آنخل (اسپانیایی: Juan Pablo Ángel‎؛ زادهٔ ۲۴ اکتبر ۱۹۷۵) بازیکن فوتبال اهل کلمبیا است.

## باشگاهی
از باشگاه‌هایی که در آن بازی کرده‌است می‌توان به باشگاه فوتبال نیویورک رد بولز، باشگاه فوتبال اتلتیکو ناسیونال و باشگاه فوتبال چیواس یواس‌ای، باشگاه فوتبال لس‌آنجلس گلکسی، باشگاه فوتبال استون ویلا، ریور پلاته، باشگاه فوتبال اتلتیکو ناسیونال اشاره کرد.

## تیم ملی
وی همچنین در تیم ملی فوتبال کلمبیا بازی کرده است.